# Golrokh Ebrahimi Iraee
Golrokh Ebrahimi Iraee of Golrokh Iraee (1980) (Perzisch: گلرخ ایرایی) is een Iraans schrijver en mensenrechtenverdediger, en strijdt tegen steniging in Iran.
Iraee werd op 6 september 2014 gearresteerd en in mei 2015 veroordeeld tot zes jaar gevangenschap wegens 'belediging van Islamitische heiligheden' en 'propaganda tegen de staat'.
Ze werd veroordeeld nadat in de woning van Iraee en haar echtgenoot Arash Sadeghi (Perzisch: آرش صادقی) in Teheran een door haar geschreven ongepubliceerd verhaal (fictie) werd gevonden over de doodstraf door steniging wegens overspel.
Op 3 januari 2017 werd Iraee vrijgelaten uit de gevangenis na een protest op Twitter, maar op 22 januari werd zij opnieuw gevangen gezet. Hierna werd ze opnieuw en onder voorwaarden vrijgelaten.
Op 26 september 2022 werd Iraee na de hevige protesten in Iran opnieuw gearresteerd en meegenomen naar de Evin gevangenis in Teheran. Ze is nog niet veroordeeld maar zit nog in de gevangenis onder voorarrest.
De doodstraf door steniging is controversieel in Iran. De straf wordt vooral vaak opgelegd aan vrouwen. In 2010 was er internationaal veel kritiek op de straf wegens de zaak van Sakineh Mohammadi Ashtiani, die werd vrijgelaten uit de gevangenis in maart 2014, na negen jaar verblijf in de dodencel.